# Králičí mor

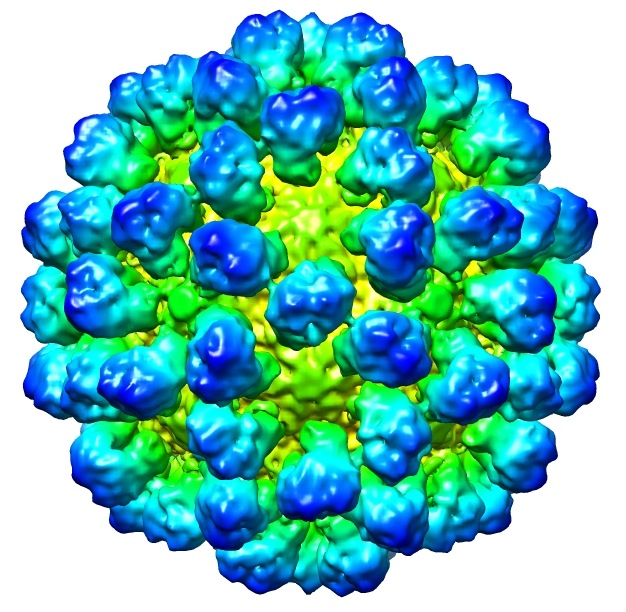
Virus králičího moru

Králičí mor je smrtelné virové onemocnění (z čeledi Caliciviridae) postihující králíky, proti němuž se lze účinně chránit vakcinací. K nakažení dochází přímým kontaktem s nakaženým jedincem nebo bodnutím komárem nebo jiným bodavým hmyzem. Po krátké inkubační době má nemoc rychlý průběh a králík umírá v křečích s příznaky dušení.
Šíří se prachem, aerosolem a všemi myslitelnými cestami – počínajíc vzdušným prouděním, zvířaty, hmyzem, materiály, dopravními prostředky na velké vzdálenosti. V českých podmínkách není výskyt sezónní, nákaza se může objevit v létě, stejně jako za mrazivé zimy. Rozšíření může ovlivnit vítr, který v případě sucha kontaminovaný prach roznese i na velké vzdálenosti. Je velmi odolný a odolává i vysokým mrazům.
Terapie neexistuje, nemoci se dá předejít jen preventivní vakcinací.